# Pierre Troisgros
Pierre Troisgros (Chalon-sur-Saône, 3 de setembro de 1928 - Le Coteau, 23 de setembro de 2020) foi um restaurateur francês, mais conhecido por seu restaurante Frères Troisgros.
Pierre Troisgros e seu irmão Jean Troisgros completaram um estágio com renomados chefs de cozinha em Paris. Junto com seu irmão Jean Troisgros, ele continuou o restaurante de seu pai, o Hôtel Moderne. Em 1955, o restaurante country localizado em Roanne (Loire, Auvergne-Rhône-Alpes), ganhou sua primeira estrela Michelin. Em 1957, o restaurante foi renomeado para Les Frères Troisgros. Em dez anos, tornou-se o restaurante mais popular da região e logo se tornou um dos restaurantes mais conhecidos da França. Em 1965, o restaurante ganhou sua segunda estrela e, em 1968, sua terceira. Em 1972, os irmãos foram agraciados pela crítica do Gault Millau com o título de "Melhor Restaurante do Mundo".
Pierre Troisgros era pai de Claude Troisgros, um famoso chef e apresentador de TV no Brasil.
Em 23 de setembro de 2020, Troisgros morreu em casa em Le Coteau, perto de Roanne, aos 92 anos.